# Batman Returns
Batman Returns er en amerikansk superheltefilm fra 1992 instrueret af Tim Burton. Filmen er baseret på tegneseriehelten Batman, og er efterfølgeren til Burtons Batman fra 1989. I filmen medvirker Michael Keaton, Danny DeVito, og Michelle Pfeiffer. 

## Medvirkende
- Michael Keaton som Bruce Wayne / Batman: En millionær og playboy fra Gotham, som om natten beskytter byen, som superhelt.
- Danny DeVito som Oswald Cobblepot / Penguin: En psykopatisk pinvinglignedemand som prøver at være borgmester i Gotham City.
- Michelle Pfeiffer som Selina Kyle / Catwoman: Batmans kærliginteresse.
- Christopher Walken som Max Shreck
- Pat Hingle som Comissoner Gordon
- Michael Gough som Alfred Pennyworth

## Eksterne Henvisninger
- Batman Returns på Internet Movie Database (engelsk)
- Batman Returns på Filmdatabasen
- Batman Returns på Scope
- Batman Returns i Svensk Filmdatabas (svensk)
- Batman Returns på AlloCiné (fransk)
- Batman Returns på MovieMeter (nederlandsk)
- Batman Returns på AllMovie (engelsk)
- Batman Returns hos American Film Institute (engelsk)
- Batman Returns' profil hos Encyclopædia Britannica Online (engelsk)
- Batman Returns på Turner Classic Movies (engelsk)